# Баранчинская (станция)
Баранчи́нская — пассажирская и сортировочная станция Свердловской железной дороги на двухпутной линии Гороблагодатская — Нижний Тагил, в посёлке Баранчинском Кушвинского муниципального округа Свердловской области России.
Железная дорога проходит восточнее жилой застройки посёлка Баранчинского и западнее коллективных садов. Станция расположена на широкой открытой местности, на небольшом возвышении, откуда открывается вид на окрестности, в частности, на сам посёлок и на Синюю гору с высокой телевышкой на вершине. На станции Баранчинской имеется небольшой одноэтажный шлакоблочный вокзал с комплексом хозяйственных зданий постройки конца XX века. Посадочных перронов два. На станции трижды в сутки останавливается электричка Нижний Тагил — Чусовская, а также электрички северного направления до Серова, Верхотурья, Нижней Туры и Качканара. Транзитом через станцию Баранчинскую следуют поезда дальнего следования: 84Е/84М Приобье — Серов — Москва — Приобье, 49/50 Екатеринбург — Нижний Тагил — Москва — Екатеринбург, 603/604 Екатеринбург — Соликамск — Екатеринбург.

## История
Станция Баранчинская, как и сам посёлок, была названа по наименованию реки Баранчи. Станция строилась с середины XIX века для обслуживания Нижне-Баранчинского чугунолитейного завода и жителей рабочего посёлка при нём. Она была открыта 1 октября 1878 году в составе последнего участка Уральской горнозаводской железной дороги. Сейчас станция служит для местных жителей и садоводов из Нижнего Тагила и Кушвы, а также для сортировки составов грузовых поездов.